# Albert Hustin
Pour les articles homonymes, voir Hustin.
Albert Hustin, né le 15 juillet 1882 à Ethe, village de Belgique situé en Gaume, province de Luxembourg, et mort le 12 septembre 1967 à Bruxelles, est un scientifique belge.

## Biographie
Albert Hustin fait des études de médecine à l’Université libre de Bruxelles où il deviendra l’assistant du célèbre chirurgien Antoine Depage. La transfusion sanguine fut d'ailleurs appliquée régulièrement à l'hôpital de campagne Ambulance de l'Océan de La Panne dirigée par le Dr Depage en 14-18.

## Invention
Sa technique, mise au point en 1913 à l'Institut Solvay, est basée sur l'adjonction de citrate de sodium au sang et a permis de résoudre le problème posé par la coagulation sanguine. Cherchant à éviter l'issue fatale de certaines intoxications oxycarbonées, il s’intéressa à la transfusion sanguine. Son but était de purifier le sang intoxiqué par un traitement extra-corporel par de l'oxygène sous pression. Un seul problème subsistait, la coagulation du sang. C'est alors qu'il prit connaissance des travaux d´Octave Gengou (en) concernant l'action dispersante de plusieurs substances dont le citrate de soude. La quantité adéquate de citrate était de 20 cg par 100 cm³. Après des tests sur des animaux, Albert Hustin réalise la première transfusion de sang humain citraté le 27 mars 1914 à l'hôpital Saint-Jean à Bruxelles. Il préleva 150 cm³ de sang et l'ajouta à 150 cm³ d'une solution de glucose à 5 %, additionné de 30 cg de citrate de soude. Cette technique a révolutionné les techniques d'urgence de la médecine militaire durant la Première Guerre mondiale. Il n'était plus nécessaire désormais de procéder à une transfusion d'homme à homme : il devenait possible de transporter le sang et d'en faire des réserves.
Il ne faut pas confondre l'invention de la méthode de conservation du sang imaginée par Albert Hustin avec la transfusion directe (d'homme à homme) qui était déjà connue depuis de nombreuses années et aurait été mise en application pour la première fois de manière moderne par Luis Agote, considéré aujourd'hui comme l'inventeur de la transfusion sanguine.

## Varia
- La machine qui servit à effectuer la première transfusion de sang citraté est actuellement exposée au Musée Gaumais, rue d'Arlon 38 à Virton, Belgique (don de Monsieur Pierre Hustin, petit-fils).
- Aujourd'hui, le centre de transfusion sanguine Albert Hustin a ses locaux dans le complexe du centre hospitalier universitaire (C.H.U.) Saint-Pierre à Bruxelles-ville. C'est le premier centre ainsi que la plus grande banque de sang de Belgique.
- Deux rues portent son nom en Belgique. La première se situe dans le village de son enfance à Ethe (Virton) : Rue du Dr Albert Hustin (6760 Virton). La seconde se trouve dans la commune d'Uccle où il décéda : Rue Professeur Hustin (1180 Uccle) - Professor Hustinstraat (1180 Ukkel)